# Comuna de Sułkowice
Sułkowice (polaco: Gmina Sułkowice) é uma gminy (comuna) na Polónia, na voivodia de Pequena Polónia e no condado de Myślenicki. A sede do condado é a cidade de Sułkowice.
De acordo com os censos de 2004, a comuna tem 13 640 habitantes, com uma densidade 225,3 hab/km².

## Área
Estende-se por uma área de 60,53 km², incluindo:
- área agricola: 51%
- área florestal: 36%

## Demografia
Dados de 30 de Junho 2004:
|                      | Total   | Total | Mulheres | Mulheres | Homens  | Homens |
| -------------------- | ------- | ----- | -------- | -------- | ------- | ------ |
|                      | pessoas | %     | pessoas  | %        | pessoas | %      |
| População            | 13 640  | 100   | 6864     | 50,3     | 6776    | 49,7   |
| Densidade (pop./km²) | 225,3   | 100   | 223,5    | 223,5    | 111,9   | 111,9  |

De acordo com dados de 2002, o rendimento médio per capita ascendia a 1400,97 zł.

## Comunas vizinhas
- Budzów, Lanckorona, Myślenice, Pcim, Skawina